# Rolandas Paksas
Rolandas Paksas, född 10 juni 1956 i Telšiai, är en litauisk politiker som var Litauens sjätte president mellan 2003 och 2004. Före presidentskapet agerade han premiärminister i två omgångar; först mellan maj och oktober 1999 och senare mellan oktober 2000 och juni 2001.

## Före den politiska karriären
Paksas föddes i Telšiai och tog 1974 gymnasieexamen från Žemaitės vidurinę mokyklą på hemorten. Fem år senare avlade han en universitetsexamen från Vilnius tekniska universitet, med inriktning som industri- och anläggningsingenjör. Han utbildade sig vidare vid Leningrad Civil Aviation Academy där han blev inžinieriaus piloto specialybę (ung. sv. motsvarighet Flygingenjör), specialiserad på avancerad flygning.
Paksas var med i Sovjetunionens landslag i avancerad flygning och senare i Litauens motsvarighet. Han har arbetat som flyginstruktör och varit chef för flyggrenen inom Litauens frivilliga försvar.
Han var mellan 1992 och 1997 VD för det av honom själv grundade byggföretaget Restako.

## Politisk karriär
Paksas gick 1995 med i det borgerliga partiet Fosterlandsförbundet. 1997 valdes han in i Vilnius kommunfullmäktige och tjänstgjorde mellan 1997 och 1999 som stadens borgmästare.

### Presidentskap
I Litauens presidentval 2003 valdes Paksas till Litauens president efter en något överraskande seger över den sittande presidenten Valdas Adamkus, som lett opinionsundersökningar under hösten 2002, men saknade den majoritet som krävs för att väljas till president. Valresultatet ansågs överraskande då Adamkus hade högt förtroende hos befolkningen (ca 80 %). Paksas tillträdde ämbetet den 26 februari 2003.
Under hösten framkom misstankar om att Paksas hade kopplingar till rysk maffia. På grund av detta ställdes han inför riksrätt och dömdes för brott mot konstitutionen på tre olika punkter:
- Han beviljade illegalt ett litauiskt medborgarskap för affärsmannen Jurij Borisov som tack för ekonomiskt stöd
- Han informerade Borisov om att det pågick en brottsutredning och att Borisovs telefonsamtal avlyssnades
- Försök till att ge muta till personer i näringslivet, med gemensam ekonomisk vinning som mål på sikt

Samtliga tre punkter innebar brott mot den presidented Paksas avlagt. För att fällas på respektive anklagelse krävdes att 85 Seimas-ledamöter fann Paksas skyldig. På de två första punkterna bedömde 86 ledamöter honom ha brutit mot konstitutionen och på den tredje punkten ansåg 89 ledamöter detsamma. Han blev således avsatt och lämnade sitt uppdrag den 6 april 2004.

### Efter presidentskapet
Litauens författningsdomstol dömde senare att Paksas aldrig skulle kunna kandidera till president eller till Seimas. 2011 dömde Europadomstolen att Litauen genom detta förbud bröt mot Europakonventionen. Livstidsförbudet mot att väljas till Seimas ansågs vara ett oproportionerligt straff.